# Paul-Henri de Le Rue
Paul-Henri de Le Rue (* 17. April 1984 in Lannemezan) ist ein ehemaliger französischer Snowboarder.

## Werdegang
De Le Rue gab sein Weltcup-Debüt am 13. Januar 2001 in Morzine, wo er den 43. Platz belegte. Rund zwei Jahre später erreichte er als Sechster in Innichen erstmals eine Platzierung unter den besten Zehn. Bei seiner dritten Teilnahme an Snowboard-Juniorenweltmeisterschaften holte sich de Le Rue in Oberwiesenthal den Titel vor Francesco Sandrini und Markus Schairer. Bei der Winter-Universiade 2005 in Innsbruck gewann er die Bronzemedaille. Zwei Monate später erreichte er als Zweiter in Lake Placid erstmals das Podest im Weltcup.
Beim ersten olympischen Snowboardcross-Wettkampf gewann de Le Rue bei den Olympischen Winterspielen 2006 in Turin die Bronzemedaille und musste sich dabei lediglich Seth Wescott und Radoslav Židek geschlagen geben. Bei den Snowboard-Weltmeisterschaften 2007 in Arosa verpasste er hingegen als Fünfter die Medaillenränge knapp. Bei den Olympischen Winterspielen in Vancouver belegte de Le Rue den 25. Platz. Vier Jahre später setzte er bei seiner dritten Olympiateilnahme erneut ein Ausrufezeichen, als er bei den Olympischen Winterspielen 2014 in Sotschi den vierten Rang erzielte.
2015 beendete de Le Rue seine Karriere.

## Persönliches
Seine Brüder Xavier und Victor sind ebenfalls Snowboarder. Er ist verheiratet und hat zwei Kinder. Paul-Henri war Absolvent an der Universität Savoyen.

## Statistik

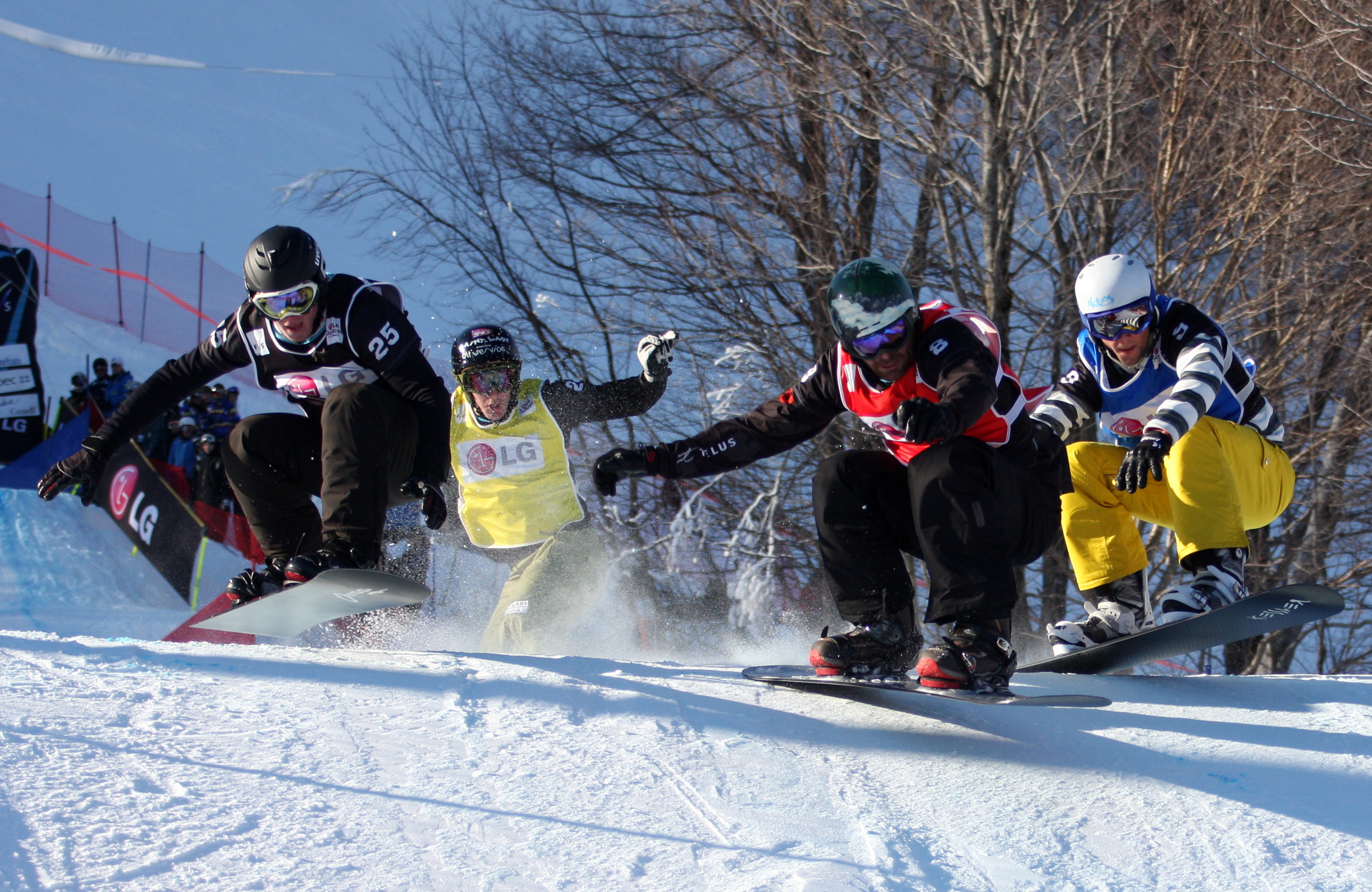
De Le Rue im Weltcup (zweiter von links)

### Teilnahmen an Olympischen Winterspielen
| Jahr und Ort             | Snowboardcross |
| ------------------------ | -------------- |
| 2006 Turin/Bardonecchia  | 03.            |
| 2010 Vancouver/Cypress   | 25.            |
| 2014 Sotschi/Rosa Khutor | 04.            |

### Teilnahmen an Snowboard-Weltmeisterschaften
| Jahr und Ort     | Snowboardcross |
| ---------------- | -------------- |
| 2007 Arosa       | 05.            |
| 2009 Gangwon     | 32.            |
| 2011 La Molina   | 10.            |
| 2013 Stoneham    | 37.            |
| 2015 Kreischberg | 24.            |